# (3852) Glennford
(3852) Glennford est un astéroïde de la ceinture principale.

## Description
(3852) Glennford est un astéroïde de la ceinture principale. Il fut découvert le 24 février 1987 à La Silla par Henri Debehogne. Il présente une orbite caractérisée par un demi-grand axe de 3,10 UA, une excentricité de 0,19 et une inclinaison de 1,3° par rapport à l'écliptique.

## Compléments